# جين ليونز
جين ليونز (بالإنجليزية: Gene Lyons)‏ هو صحفي أمريكي، ولد في 1943.